# エアサーキュレーター

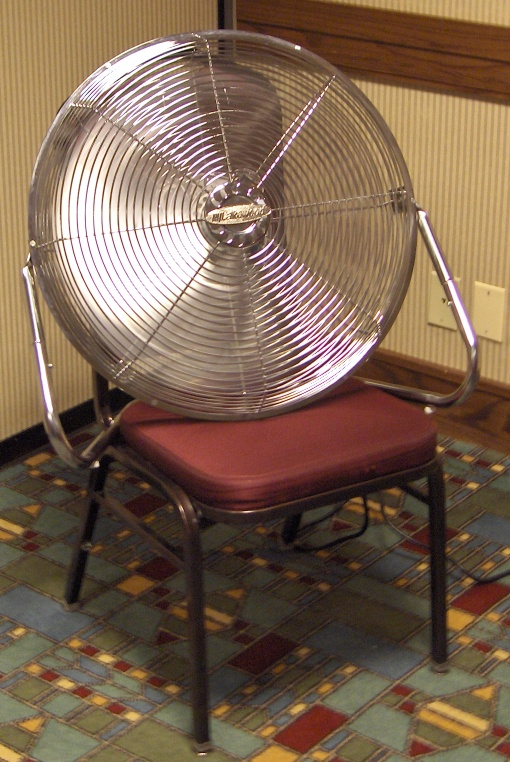

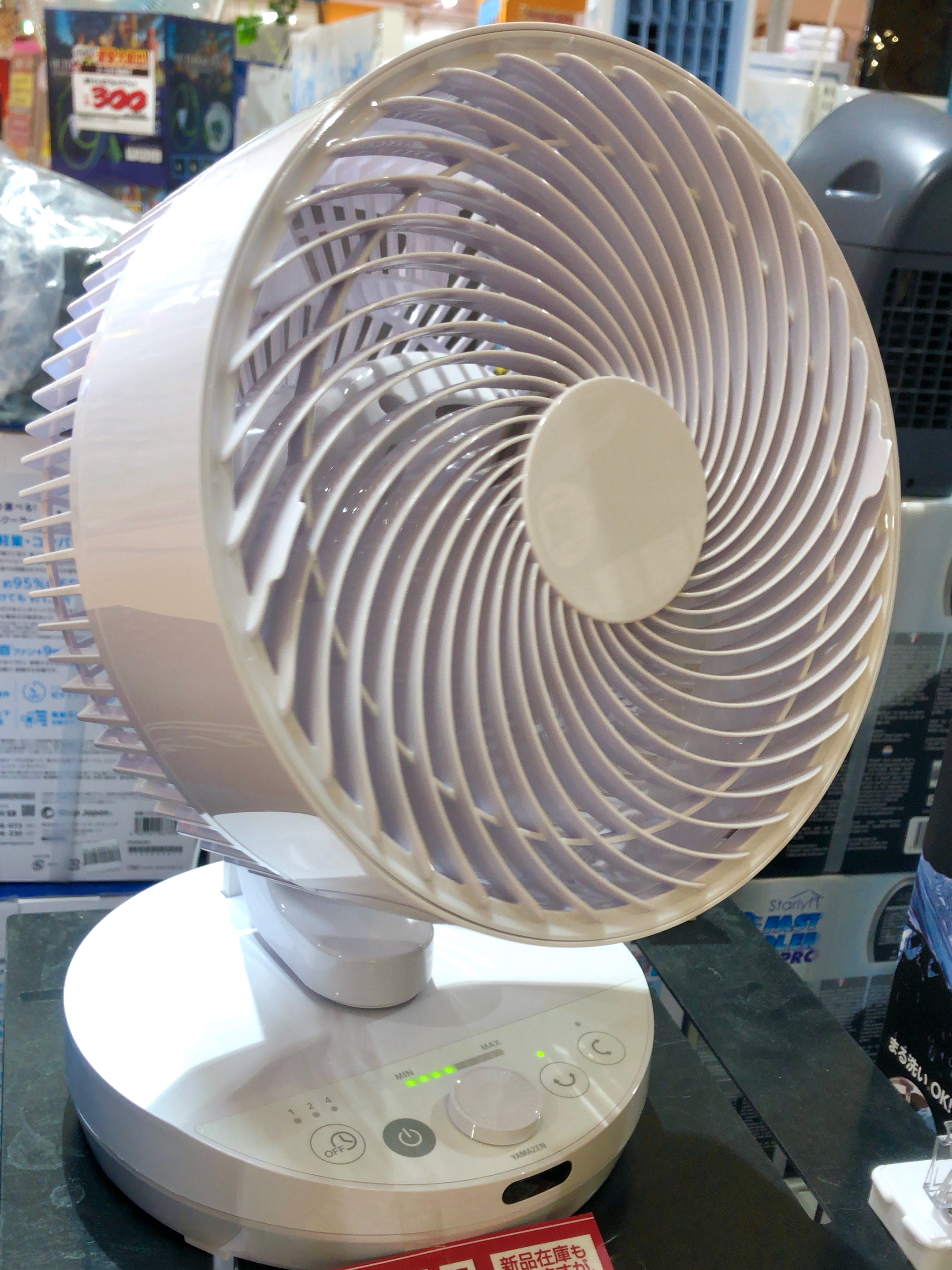
小型の機能性エアサーキュレーター

エアサーキュレーター（英語：Air Circulator）は、直進性の高い風を発生させ空気を循環する性能に特化した家電製品である。単にサーキュレーターと称することもあり、本質的には扇風機と異なる。
床、卓上に設置、風向きは上下するタイプが主でメーカーによって高性能・高機能なエアサーキュレーターも販売されている。例えばDCモーターの採用により静音、省エネ化した機種、自動首振り機能やタイマー機能等を搭載した機種が存在する。

## 用途
室内の暖気は上昇、冷気は下降するため天井が床より高温になり、床が天井より低温になる。特に空調設備を用いる場合は締め切った室内で使うケースが一般的でこれにより天井と床の温度差が激しくなり、頭熱足冷になりやすい。
サーキュレーターの風向きを天井に向けて風を送り出すことにより、室内の空気が循環し攪拌させることにより天井と床の温度差を少なくし、頭熱足冷の緩和、エアコンは温度調節をする必要が徐々に無くなるため節電や効率に繋がる。
夏場にエアコンを使わず窓を開けて、窓付近にサーキュレーターを設置することで、風通しを良くする方法もある。可能であれば風の通り道の窓にそれぞれ1台ずつ設置して、1台は窓付近に置いて吸気用、もう1台は網戸に接触させて排気用にすると効果的である。
冬場もエアコン・ストーブなどの暖房機器との併用で効果を得られる場合がある。
その他、洗濯物を乾かしたり部屋の空気を入れ替える換気などにも利用できる。

## 特徴
- 風向を天井にも向けられるように、真横から真上まで角度調節できる構造になっており、縦方向への自動首振り機構が内蔵されている機種がある。
  - その構造上、横方向の首振り機能を持つ機種は土台を横回転させる方式を取る。
- 一般的な扇風機に比べ風量が強く、風の放出口をファンより前側に延伸、かつ絞る構造により、直進性の高い（拡散せず遠くまで届く）風を発生させることができる。
- 風量が強い反面、使用時の騒音は大きい。なかには回転数を抑えたり、雑音の発生しないハイスキュープロペラを採用することで静音を謳う製品も存在する。